# پانی-ل-شاتو
پانی-ل-شاتو (به فرانسوی: Pagny-le-Château) یک کمون در فرانسه با جمعیت ۵۰۱ نفر است که در Canton of Seurre واقع شده‌است.